# Valy (ort i Tjeckien, Pardubice)
Valy är en ort i Tjeckien.   Den ligger i regionen Pardubice, i den centrala delen av landet, 90 km öster om huvudstaden Prag. Valy ligger 217 meter över havet och antalet invånare är 418.
Terrängen runt Valy är platt.Runt Valy är det ganska tätbefolkat, med 155 invånare per kvadratkilometer. Närmaste större samhälle är Pardubice, 11,5 km öster om Valy. Omgivningarna runt Valy är en mosaik av jordbruksmark och naturlig växtlighet.